# Newbern (Tennessee)
Newbern és una població dels Estats Units a l'estat de Tennessee. Segons el cens del 2000 tenia 2.988 habitants.

## Demografia
Segons el cens del 2000, Newbern tenia 2.988 habitants, 1.202 habitatges, i 854 famílies. La densitat de població era de 241,4 habitants/km².
Dels 1.202 habitatges en un 35,9% hi vivien nens de menys de 18 anys, en un 50,5% hi vivien parelles casades, en un 17,1% dones solteres, i en un 28,9% no eren unitats familiars. En el 26,1% dels habitatges hi vivien persones soles el 10,9% de les quals corresponia a persones de 65 anys o més que vivien soles. El nombre mitjà de persones vivint en cada habitatge era de 2,48 i el nombre mitjà de persones que vivien en cada família era de 2,97.
Per edats la població es repartia de la següent manera: un 27,7% tenia menys de 18 anys, un 9,2% entre 18 i 24, un 29% entre 25 i 44, un 21,7% de 45 a 60 i un 12,4% 65 anys o més.
L'edat mediana era de 34 anys. Per cada 100 dones de 18 o més anys hi havia 78,9 homes.
La renda mediana per habitatge era de 28.262 $ i la renda mediana per família de 36.853 $. Els homes tenien una renda mediana de 28.393 $ mentre que les dones 19.750 $. La renda per capita de la població era de 15.575 $. Entorn del 14,6% de les famílies i el 16,7% de la població estaven per davall del llindar de pobresa.

## Poblacions més properes
El següent diagrama mostra les poblacions més properes.